# 向島 (伏見区)
向島（むかいじま）は京都市伏見区南部にある地名。

## 地勢
伏見区中心街とは宇治川を挟んで対岸に位置するが、近代の河道変更の影響で一部（京都競馬場周辺が該当）は宇治川右岸である。
南部には高層マンションが立ち並ぶ向島ニュータウンが立地する。

## 歴史

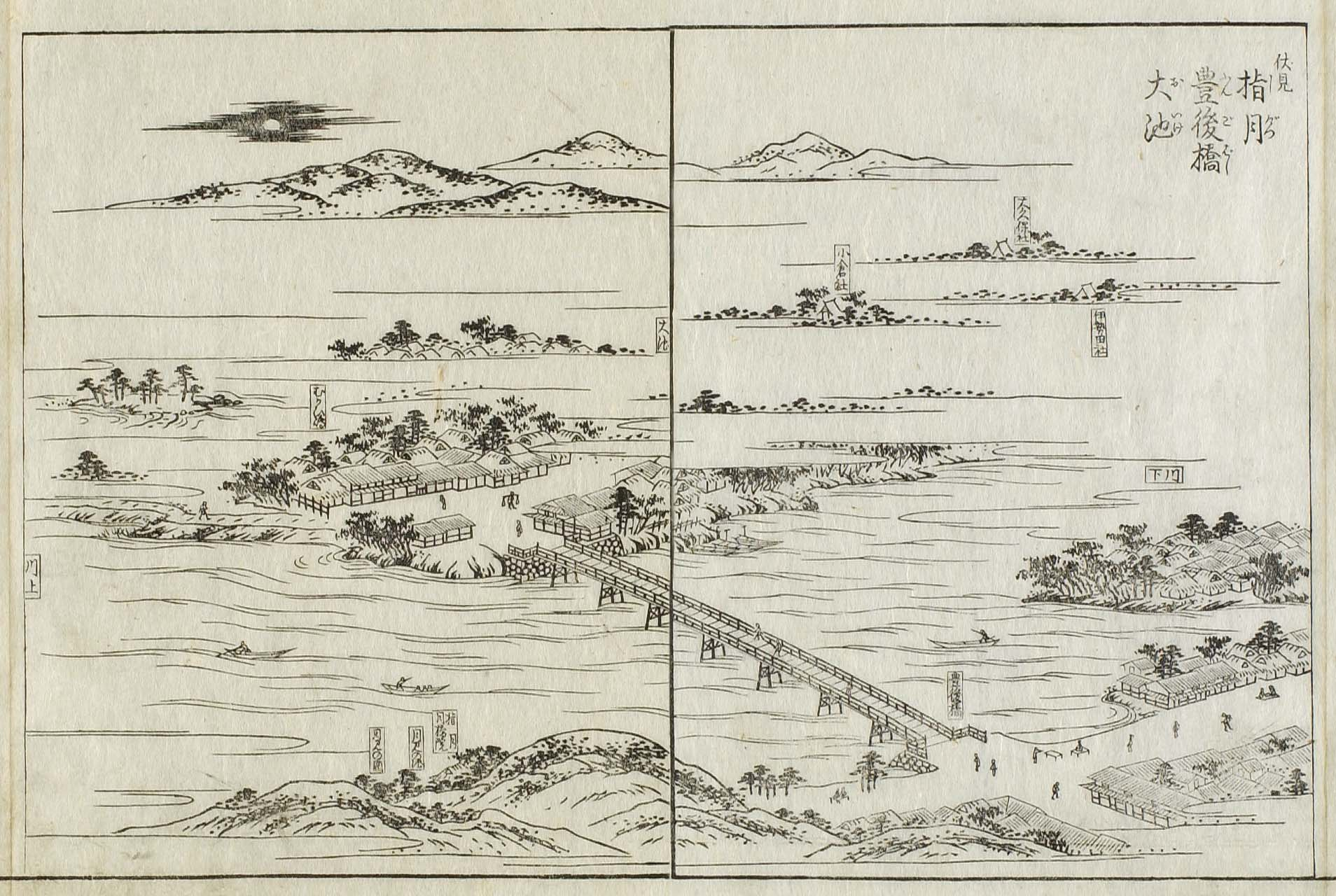
向島と豊後橋と巨椋池『都名所図会』（1780年）

もとは巨椋池に宇治川や山科川が注ぎ込む湿地帯に浮かぶ自然の砂州であったが、安土桃山時代、秀吉の伏見城築城に伴い、宇治川の改修工事が行われた。その際に築かれた太閤堤のうち槇島堤と小倉堤に囲まれた一帯の北部には向島城が築かれ対岸の指月との間に豊後橋が架けられると、桃山時代から江戸時代初期には伏見城を中心とした大名屋敷の建ち並ぶ中央政治都市の一部をなした。
伏見城廃城後の向島は、集落が豊後橋の南橋詰から小倉堤上の奈良街道に沿って円弧を描くように向島橋詰町、向島中之町、向島下之町と続き、3ヵ町および紀伊郡向島村、葭島新田は幕末まで伏見奉行の管轄下にあった。
3ヵ町および向島村、葭島新田は明治22年（1889年）の町村制施行により紀伊郡向島村となり、昭和6年（1931年）に京都市に編入されて同日発足した伏見区の一部となる。

### 向島城
向島城は、文禄3年（1594年）、豊臣秀吉が築いた指月伏見城の支城として、宇治川を隔てた南側に築かれた。当初秀吉は、この巨椋池に浮かぶ水城を月見用の城として計画したとされ、伏見城との間に流れる宇治川の槙島堤には、造成と並行して全国から桜の名木500本が移植される。
しかし、文禄4年（1595年）の大雨によって洪水の直撃を受け，さらに再建工事中に慶長伏見地震にあって崩壊する。その後、秀吉が再建し、秀吉の没後は徳川家康が豊臣家の家老として木幡山伏見城に入るまでの間、一時的な居城とした。
現在向島城の跡地は市街化が進み、わずかに向島本丸町、向島二ノ丸町などの地名に痕跡をとどめるのみとなっている。

## 主な施設
- 種智院大学
- 京都文教大学
- 京都府立京都すばる高等学校
- 京都市立向島東中学校
- 京都市立向島小学校
- 京都市立向島藤の木小学校
- 京都市立向島秀蓮小中学校（向島中、向島南小、二の丸小、二の丸北小の統合校）

## 主な交通
- 向島駅（近畿日本鉄道京都線）
- 観月橋駅（京阪電気鉄道宇治線） - 宇治川の対岸
- 国道24号
- 京都府道241号向島宇治線

## 主な出身者
- ANARCHY（ヒップホップMC）
- 中西学（プロレスラー）
- 枡田慎太郎 - 元プロ野球選手（東北楽天ゴールデンイーグルス）
- 林優樹 - プロ野球選手（東北楽天ゴールデンイーグルス）
- COZY.WEST (スニーカーカスタムアーティスト)